# Herbert Hupka
Herbert Hupka (Brit Ceylon, 1915. augusztus 15. – Bonn, 2006. augusztus 24.) német politikus, a Bundestag tagja. Brit Ceylonban született sziléziai pap apa és zsidó-német anya gyermekeként. Az ekkor a Porosz Királyság részét képező Ratiborban nőtt fel. A második világháború után a várost Racibórz néven Lengyelországhoz csatolták, édesanyjával együtt az NSZK-ba telepítették. Hátralevő életében a kitelepített németek szószólója lett. 2006-ban otthonában lett baleset áldozata.